# Longmesnil
Longmesnil – miejscowość i gmina we Francji, w regionie Normandia, w departamencie Sekwana Nadmorska.
Według danych na rok 1990 gminę zamieszkiwało 49 osób, a gęstość zaludnienia wynosiła 13 osób/km² (wśród 1421 gmin Górnej Normandii Longmesnil plasuje się na 830. miejscu pod względem liczby ludności, natomiast pod względem powierzchni na miejscu 787).